# Witherenpastorie

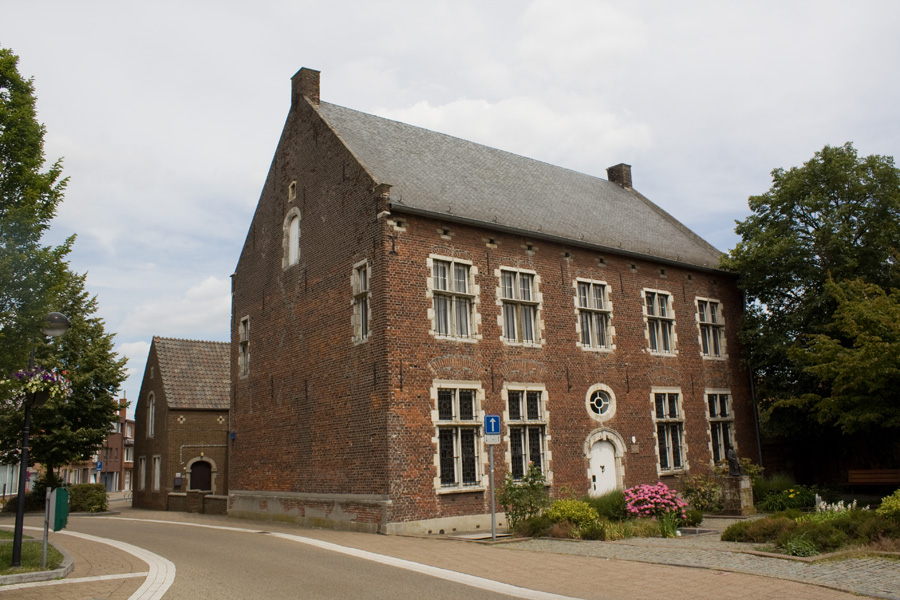
Witherenpastorie

De Witherenpastorie (ook dekenij genoemd) is een gebouw aan Markt 21 te Tessenderlo.
Het gebouw is opgetrokken in Brabantse renaissancestijl en is gebouwd in baksteen met vensteromlijstingen van zandsteen. In 1664 werd dit gebouw opgericht door de Abdij van Averbode, die het patronaatsrecht van de parochie bezat.
In 1971 vond een aantasting plaats doordat de in 1651 gebouwde tuinmuur, inclusief het grootste gedeelte van de tuin, moest wijken ten behoeve van de aanleg van een parkeerplaats.